# Tüdővizenyő
A tüdővizenyő (tüdőödéma, a görög οἴδημα szóból) folyadék felgyülemlése a tüdő légcserére szolgáló üregeiben, a hólyagocskákban. A testszövetből kilépő, felgyülemlett folyadék akadályozza az oxigéncserét, és így fulladásos tüneteket okozhat, mivel a belégzett levegő nem kerül érintkezésbe a folyadék által kitöltött hólyagocskák felszínével.
A tüdővizenyő, különösen akut (heveny) fellépő formája esetén, légzési elégtelenség vagy a keringés összeomlása és a szív leállása miatti halálhoz vezethet, mivel a szervezet nem jut a működéséhez szükséges mennyiségű oxigénhez. A tüdővizenyő a szívelégtelenség legjellemzőbb tünete.

## Okai
Okozhatja:
- a bal szívkamra működési elégtelensége, amely így nem pumpálja ki kellő hatékonysággal a tüdő ereiből a vért a test egyéb részei irányába
- a tüdő gázcserét végző szövetének vagy érhálózatának sérülése.

## Kezelése
Kezelésében három fő szempont: elsősorban a légzési funkció javítása, másodszor az előidéző ok kezelése, harmadsorban a tüdőt alkotó szövetek további sérülésének megelőzése.

## Fordítás
- Ez a szócikk részben vagy egészben  a   Pulmonary edema című angol Wikipédia-szócikk ezen változatának fordításán alapul.  Az eredeti cikk szerkesztőit annak laptörténete sorolja fel. Ez a jelzés csupán a megfogalmazás eredetét és a szerzői jogokat jelzi, nem szolgál a cikkben szereplő információk forrásmegjelöléseként.